# Neoechinorhynchus notemigoni
Neoechinorhynchus notemigoni är en hakmaskart som beskrevs av Dechtiar 1967. Neoechinorhynchus notemigoni ingår i släktet Neoechinorhynchus och familjen Neoechinorhynchidae. Inga underarter finns listade i Catalogue of Life.